# 僕らの歌
「僕らの歌」（ぼくらのうた）は、Cheeky Paradeの配信限定シングル。2017年11月22日にiDOL Streetから発売された。
なお、山本真凜、鈴木真梨耶は留学による活動休止中のため本作には参加していない。本作からCheeky Paradeのロゴが筆記体のものに変わっている(インディーズ時代を含めると4代目)。

## 背景とリリース
「イベント会場/mu-moショップ限定商品」（ミュージックカード×6形態）の1種6形態で発売。ミュージックカードのみのリリースで、CDは未発売。Cheeky Paradeは過去に「CANDY POP GALAXY BOMB !! -Music Video Ver-」をミュージックカードで発売しているが、Cheeky Paradeの公式サイトでは4thシングル「CANDY POP GALAXY BOMB !!/キズナPUNKY ROCK !!」の扱いとなっているので、事実上初の配信限定シングルとなる。また、メンバー個別盤の発売は「CANDY POP GALAXY BOMB !! -Music Video Ver-」のミュージックカード以来である。
2017年6月9日に渋谷WOMBLIVEで行われた『Cheeky Parade LIVE LIVE LIVE! VOL.5公演』をもってオリジナルメンバーの溝呂木世蘭、小鷹狩百花が卒業した。以降1か月のブランクのあいだに歌のパート割やダンスのフォーメーションが変更され、7月8日に横浜赤レンガパークで行われた『アイドル横丁夏まつり!!〜2017〜』より日本に残っている5人体制で活動を再開する。夏フェスを中心にライブを行った後、9月2日、3日にはタイで開催された『JAPAN EXPO IN THAILAND』に出演。そして、9月から再び月に1回の定期公演『Cheeky Parade 定期LIVE』を青山RizMで開催し、このライブで毎月1曲づつ新曲が初披露されることになった。9月16日に「僕らの歌」、10月15日に「MightyGirl」、11月11日に「JUMPER JUMPER」、12月10日に「marigold」(本作には未収録) がそれぞれ初披露された。「MightyGirl」の初披露時に新しい衣装も初披露されている。
表題曲の「僕らの歌」は【今を楽しむ】をテーマに、日本で活動を続ける5人と留学中のメンバー2人の計7人のCheeky Parade全員で初めて作詞に挑戦した曲で、「一度きりの人生。だからこそ自分達らしく、目一杯に今を楽しむ。」そんな彼女たちの気持ちをストレートに表現した作品である。「MightyGirl」は好きな人に対して素直になれないツンデレな女の子の恋愛を描いた楽曲で、ツンデレだけど全身全霊で恋をしているそんな女の子の可愛さが溢れる作品になっている。「JUMPER JUMPER」はCheeky Paradeが持っている力を最大限に詰め込んだROCKテイスト溢れる曲である。

## ミュージックビデオ
「僕らの歌」のミュージックビデオは12月10日に、「MightyGirl」、「JUMPER JUMPER」のミュージックビデオは11月22日に、YouTubeで公開された。販売はされていない。
「僕らの歌」のミュージックビデオは「Cheeky Parade 定期LIVE」や学園祭でのLIVEの模様を編集したライブMVである。ロサンゼルスに留学中の山本真凜と鈴木真梨耶が砂浜にいるシーンも挿入されている。「MightyGirl」のミュージックビデオはdance practice動画となっていて、メンバー全員のダンスとフォーメーションがわかるようになっている。「JUMPER JUMPER」はスタジオでメンバー全員が歌っているシーンが1テイク・ノーカットで収録されている。
なお、これらのミュージックビデオには全て歌詞が表示されている。ミュージックカードには歌詞カードが付かないため、公式な歌詞はこれらのミュージックビデオを見て確認することになる。

## 収録曲
作詞者名、作曲者名はNexToneの作品データベースに登録されている内容に基づいて記述する。編曲者名はAWAの楽曲クレジットで表示される内容に基づいて記述する。
1. 僕らの歌
作詞：Cheeky Parade, etsuco 作曲・編曲：HIKIE
2. MightyGirl
作詞：etsuco 作曲：etsuco, 宇佐美宏 編曲：宇佐美宏, HIKIE
3. JUMPER JUMPER
作詞：RESiA209 作曲・編曲：HIKIE

Instrumentalは一切配信されていない。

## 音楽配信
Cheeky Paradeは本来先行配信に積極的で、前作「Shout along!」では発売日の１ヶ月前から先行配信を開始していたが、本作では先行配信がなく、ミュージックカードの発売日にあたる11月22日にミュージックカードに収録されている3曲が配信された。ハイレゾ音源は配信されなかった。

## イベント
ミュージックカードはCDショップ店頭では販売されないので訪店イベントは行われないはずだが、4店舗でリリースイベントが開催された。また、mu-moショップ/S.P.Cショップイベントの会場がプレミアホールからKMAパラダイスホール に変わり、特典会開始前にミニLIVEが開催されることになった。さらに、LINE LIVEを利用したネットサイン会も行われた。
| 日程                         | 公演名                              | 会場                           | 備考 |
| ---------------------------- | ----------------------------------- | ------------------------------ | --- |
| 2017年11月22日               | 発売記念イベント                    | タワーレコード渋谷店           | ミニトーク会、メンバー全員グループ握手会。 |
| 2017年11月23日               | 発売記念イベント                    | HMV&BOOKS SHIBUYA              | メンバー全員グループ握手会。 |
| 2017年11月25日               | 発売記念イベント                    | 西武船橋店                     | 2部制。ミニLIVE、メンバー全員グループ握手会。 |
| 2017年11月26日               | 発売記念イベント                    | アリオ橋本                     | 2部制。ミニLIVE、メンバー全員グループ握手会。 |
| 2017年12月24日 2018年1月8日  | mu-moショップ/S.P.Cショップイベント | 国立音楽院 KMAパラダイスホール | mu-moショップで販売された参加券付き商品購入者対象。個別握手会(2部制)、個別撮影会(12/24のみ)、グループ撮影会＋推しメンサインポスター、個別サイン会。また、特典会開始前にミニLIVEが行われる。 |
| 2017年10月30日 2017年12月5日 | ネットサイン会                      | LINE LIVE                      | [ 18 ] [ 19 ] |

『Cheeky Parade 定期LIVE』では第1部終了後にグループ握手会の他に個別撮影会も行われるようになった。それまでCheeky Paradeはライブやイベントでは開演前・終演後の特典会では撮影会を行ってこなかったが、8月13日に品川グランドホールで行われた『東京アイドル劇場プレミア Cheeky Parade公演』終演後にCD購入者対象に行われた特典会で、初めて従来のグループ握手会の他に個別撮影会が開催された。なお、本作のリリースが発表されたのが10月15日の公演後だったため、10月15日の定期公演までは特典会の対象が本作ではなく、8thシングル「Shout along!」であった。
※他、学園祭やイベント等においてミュージックカード予約購入者対象の握手会も開催された。